# Фатьяново
Фатья́ново (рос. Фатьяново) — колишній присілок у складі Тарногського району Вологодської області, Росія. Входив до складу Забірського сільського поселення. У 2023 році виключений з облікових даних як населений пункт через приєднання до села Красне.

## Населення
Населення — 62 особи (2010; 61 у 2002).
Національний склад (станом на 2002 рік):
- росіяни — 100 %